# Cloverport (Kentucky)
Cloverport es una ciudad ubicada en el condado de Breckinridge en el estado estadounidense de Kentucky. En el Censo de 2010 tenía una población de 1152 habitantes y una densidad poblacional de 288,45 personas por km².

## Geografía
Cloverport se encuentra ubicada en las coordenadas 37°49′51″N 86°37′49″O / 37.83083, -86.63028. Según la Oficina del Censo de los Estados Unidos, Cloverport tiene una superficie total de 3.99 km², de la cual 3.84 km² corresponden a tierra firme y (3.76%) 0.15 km² es agua.

## Demografía
Según el censo de 2010, había 1152 personas residiendo en Cloverport. La densidad de población era de 288,45 hab./km². De los 1152 habitantes, Cloverport estaba compuesto por el 96.7% blancos, el 1.22% eran afroamericanos, el 0.17% eran amerindios, el 0% eran asiáticos, el 0% eran isleños del Pacífico, el 0.69% eran de otras razas y el 1.22% pertenecían a dos o más razas. Del total de la población el 1.13% eran hispanos o latinos de cualquier raza.